# Eustichiaceae
Eustichiaceae  es una familia de musgos perteneciente al orden Dicranales.
Según The Plant List comprende 2 géneros con 23 especies descritas y de estas, solo 11 aceptadas.

## Taxonomía
La familia fue descrita por Viktor Ferdinand Brotherus y publicado en Die natürlichen Pflanzenfamilien, Zweite Auflage 10: 420. 1924. El género tipo es: Eustichia

## Géneros
- Diplostichum
- Eustichia